# 里勒河畔圣叙尔皮斯
里勒河畔圣叙尔皮斯（法語：Saint-Sulpice-sur-Risle，法語發音：[sɛ̃ sylpis syʁ ʁil] ⓘ）是法国奥恩省的一个市镇，位于该省东北部，属于莫尔塔涅欧佩什区。

## 地理
里勒河畔圣叙尔皮斯（48°46'50"N, 0°39'24"E）面积28.45 平方千米，位于法国诺曼底大区奧恩省，该省份为法国西北部内陆省份，北起顺时针与卡爾瓦多斯省、厄尔省、厄尔-卢瓦省、萨尔特省、马耶讷省和芒什省接壤。
与里勒河畔圣叙尔皮斯接壤的市镇（或旧市镇、城区）包括：圣马丹代屈布莱、谢斯迪约迪泰伊、谢龙维利耶、尚代、莱格勒、圣米歇尔-蒂伯夫、圣尼古拉德索迈尔、圣桑福里安-德布吕耶尔。

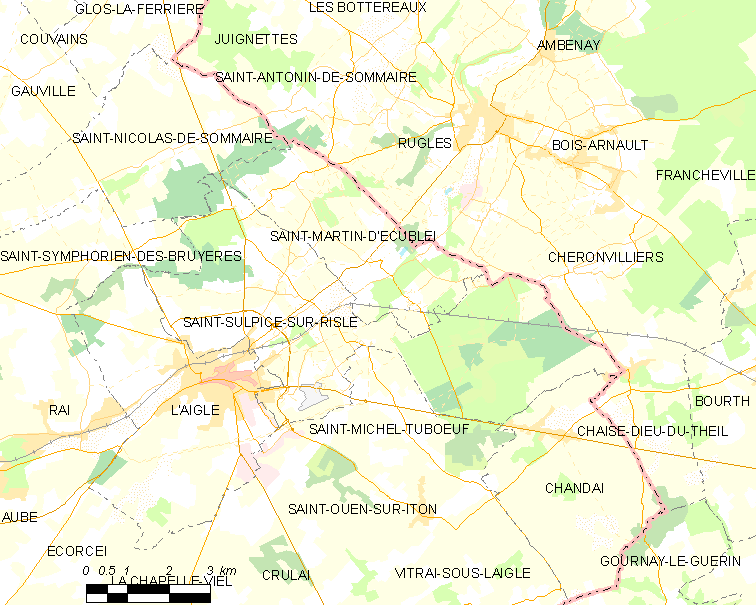
里勒河畔圣叙尔皮斯的OSM定位图

里勒河畔圣叙尔皮斯的时区为UTC+01:00、UTC+02:00（夏令时）。

## 行政
里勒河畔圣叙尔皮斯的邮政编码为61300，INSEE市镇编码为61456。

## 政治
里勒河畔圣叙尔皮斯所属的省级选区为莱格勒县。

## 人口

1962-2008年间里勒河畔圣叙尔皮斯人口变化图示

里勒河畔圣叙尔皮斯于2022年1月1日时的人口数量为1587人。